# Пожизненная ценность клиента
В маркетинге пожизненная ценность клиента (customer lifetime value, CLV или часто CLTV), пожизненная ценность (life-time value, LTV) — это предсказание чистого дохода, связанного со всеми будущими отношениями с клиентом. Модель предсказания может иметь разные уровни изощренности и точности, варьирующиеся от приблизительных, эвристических, до сложных, использующих техники предиктивного анализа.
Пожизненная ценность клиента также может быть описана как денежная стоимость отношений с клиентом на основании текущих размеров видимых будущих денежных потоков от отношений с клиентом. Пожизненная ценность клиента — это важное понятие в том плане, что оно стимулирует перевод фокуса компаний с квартальных доходов на долгосрочные здоровые отношения со своими клиентами. Пожизненная ценность клиента — это важная цифра, так как она представляет собой верхний порог затрат на покупку новых клиентов.
Одно из первых упоминаний данного термина было сделано в 1988 году, в книге Database Marketing, которая содержит детальные рабочие примеры.

## Цель
Целью показателя пожизненной ценности клиента (ПЦК) является получение доступа к финансовой ценности каждого из клиентов. Дону Пепперсу и Марте Роджерс приписывают следующую цитату: «некоторые клиенты равнее других.» Значение пожизненной ценности клиента (разница между доходом и расходами на отношения с клиентом в течение определенного периода) заключается в том, что ПЦК заглядывает в будущее. По сути, ПЦК полезна при формировании управленческих решений, но её очень сложно определить. Расчет ПЦК подразумевает предсказание будущей деятельности.